# Gaitu guiliu
Gaitu guiliu (chinois simplifié : 改土归流 ; chinois traditionnel : 改土歸流 ; pinyin : gǎitǔ guī liú), est le nom d'une tentative de réforme de gouvernance tentée en 1726, par l'officier mandchou, Ortai de la dynastie Qing, pour abolir le système des tusi (un système de chefferie ethnique locale dans des régions reculées de Chine). En 1730, lors d'un de ses rapports à l'empereur Yongzheng, il lui fait remarquer que les populations sont fidèles aux officiers natifs, mais pas à l'autorité chinoise.
Plus de 30 000 Yi ont ainsi été abattus dans la petite ville de Mitie. À Wumeng, Dongchuan, Zhenxiong, les peuples des minorités ethniques et les migrants chinois ont été tués par 20 000 militaires conduits par Ortai. Un grand nombre de Yi se sont alors échappés dans les monts Liangshan au Sichuan.